# Manasse II di Rethel
Manasse  II di Rethel (prima del 989 – 1032 circa) è stato un nobile francese che fu conte di Rethel tra il 989 e il 1026.

## Biografia
Poco si sa di questo conte, forse figlio di Manasse I conte di Rethel, e la documentazione è così scarsa che alcuni storici hanno ritenuto che esistessero solo due conti Manasse nel X secolo.
Una carta del 1026 nomina sua moglie, una certa Dada.
Invece i Genealogiciæ Scriptoris Fusniacensis nominano una Iveta o Ivette (altra forma di Judith) sposata con un Manasse, conte di Rethel e sorella del conte Ebles I di Roucy, di Liétaud, conte di Marle, e di Eudes, conte di Rumigny. Questa Ivette fu identificata per la prima volta con Judith, moglie di Manasse III, ma lo studio cronologico mostra la difficoltà: Baldovino II di Gerusalemme, nato intorno al 1075, è figlio di Ugo I di Rethel, nato intorno al 1040-1045, figlio di Manasse III e Giuditta, nata intorno al 1010-1020. Tuttavia, il padre di Ebles de Roucy, chiunque fosse morì prima dell'anno 1000, quando Ebles divenne conte di Roucy. Anche oggi si propone che Ivette sia la moglie di Manasse II e non di Manasse III.
La domanda successiva è se Dada e Judith de Roucy siano la stessa persona. La risposta è probabilmente sì. Dada può passare per un'altra forma di Judith, e il suo parente stretto è il conte Oddone, mentre Judith de Roucy ha il conte Oddone di Rumigny tra i suoi fratelli.

## Discendenza
Da questa unione sono nati:
- probabilmente Manasse III (†1081), conte di Rethel;
- molto ipoteticamente Doda, sposata con Goffredo il Barbuto, duca della Bassa Lorena (Lotaringia).[3]